# Hypochrysa hercyniensis
Hypochrysa hercyniensis là một loài côn trùng trong họ Chrysopidae thuộc bộ Neuroptera. Loài này được Schlüter miêu tả năm 1982.